# Швайко Людмила Іванівна
Людми́ла Іва́нівна Швайко́ — українська вчена, доктор біологічних наук, винахідниця.

## З життєпису
1999 — кандидат медичних наук, пульмонологія.
2013 — доктор біологічних наук.
Станом на 2018 рік — завідувачка відділення пульмонології відділу терапії радіаційних наслідків, Національний науковий центр радіаційної медицини, гематології та онкології НАМН України.
Серед робіт:
- «Визначення впливу іонізуючого випромінювання аварійного походження на розвиток бронхолегеневої патології та розробка заходів щодо мінімізації її прогресування», 2013
- «Перебіг хронічного бронхіту в учасників ліквідації наслідків аварії на Чорнобильській АЕС», 1999.

Серед патентів:
- «Спосіб діагностики ступеня тяжкості функціонального стану бронхолегеневої системи у дорослих», 2010, співавтори Соловей Любомира Мирославівна, Сушко Віктор Олександрович, Базика Костянтин Дмитрович, Апостолова Олена Валентинівна
- «Спосіб діагностики ризику розвитку онкопульмонологічних захворювань у хворих на хронічне обструктивне захворювання легенів, які зазнали інгаляційного надходження радіонуклідів», 2012, співавтори Сушко Віктор Олександрович, Базика Дмитро Анатолійович, Базика Костянтин Дмитрович.